# Лука (Смоленская область)
Лука — деревня в Холм-Жирковском районе Смоленской области России. Входит в состав Стешинского сельского поселения. Население — 1 житель (2007 год). 
Расположена в северной части области в 8 км к юго-востоку от Холм-Жирковского, в 32 км севернее автодороги М1 «Беларусь», на берегу реки Вязьма. В 20 км западнее деревни расположена железнодорожная станция Игоревская на линии Дурово — Владимирский Тупик. 

## История
В годы Великой Отечественной войны деревня была оккупирована гитлеровскими войсками в октябре 1941 года, освобождена в марте 1943 года.